# Tommy Forecast
Tommy Forecast (Newham, 1986. október 15. –) angol labdarúgó, jelenleg a Southampton játékosa.
A 2003-04-es szezonban csatlakozott a Tottenham akadémiájára. 2005 júliusában vált profi labdarúgóvá. A felnőtt csapatban egy mérkőzésen sem szerepelt, csak a tartalékoknál játszott.
A Tottenham U18-as csapata 2005. január 19-én az FA Youth-kupa negyedik körében a Liverpool U18-as csapatát búcsúztatta: Forecast a 91. percben védett ki egy döntő lövést 1-1-es állásnál, így hosszabbítás, majd büntetőpárbaj következett. A Spurs 4-2-re megnyerte a mérkőzést, a kapus két büntetőt is hárított.
Játszott az U18-as csapatban az FA Youth-kupa elődöntőjének mindkét körében 2005 április 8-án, valamint április 13-án az Ipswich Town ellen, azonban csapata 2-0-ra, a visszavágón pedig 2-1-re veszített.
2008. július 7-én aláírt a Southampton csapatához.